# Avranches
Avranches är en kommun i departementet Manche i regionen Normandie i norra Frankrike. Kommunen ligger i kantonen Avranches som tillhör arrondissementet Avranches. År 2022 hade Avranches 10 225 invånare.
Avranches anlades som en romersk befästning och var fram till franska revolutionen biskopssäte. 1944 förstördes 3/4 av staden i samband med strider mellan amerikanska och tyska förband.

## Befolkningsutveckling
Antalet invånare i kommunen Avranches
| Referens: INSEE |

## Kända personer
- Samuel Le Bihan